# Print Wikipedia

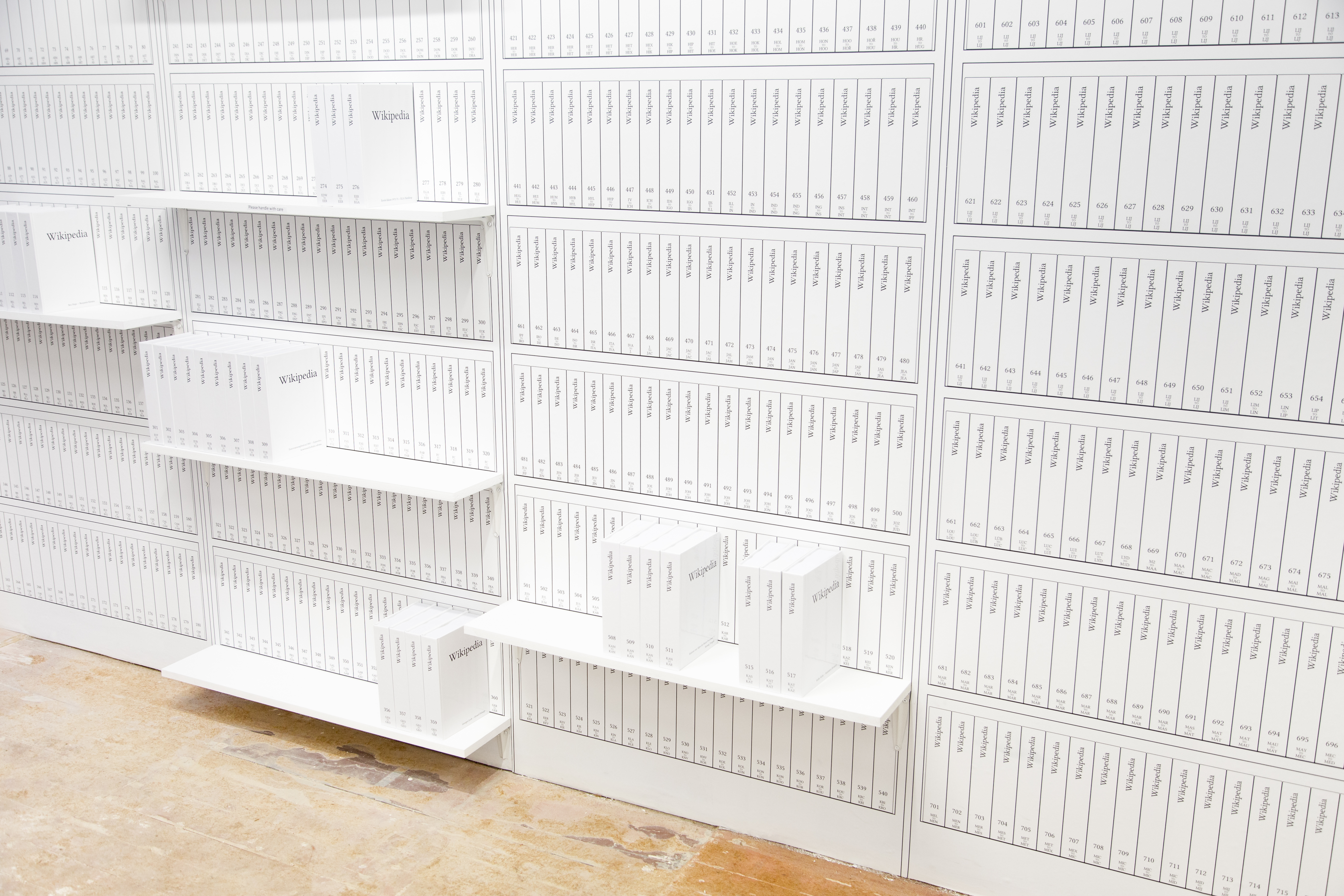
Installazione di Print Wikipedia. Sono visibili i dorsi dei volumi ed alcuni volumi stampati in esposizione.

Print Wikipedia è un progetto dell'artista americano Michael Mandiberg, consistente nella stampa di 106 volumi della Wikipedia in inglese (a fronte dei 7473 totali), basandosi sulla sua versione al 7 aprile 2015. Il progetto mostra i dorsi dei primi 1980 volumi, oltre ai 106 volumi fisici reali, ciascuno di 700 pagine (a differenza dell'ipotetica dimensione in volumi di Wikipedia, che ipotizza 500 fogli/1000 pagine).
Completano l'opera un indice di 36 volumi di tutti gli oltre 7 milioni di collaboratori alla Wikipedia in lingua inglese ed il sommario, che occupa 91 volumi. I volumi includono solo il testo delle voci, mentre immagini e note non sono incluse.
Il progetto è stato esposto presso la Denny Gallery di New York City nell'estate del 2015.

## Storia del progetto

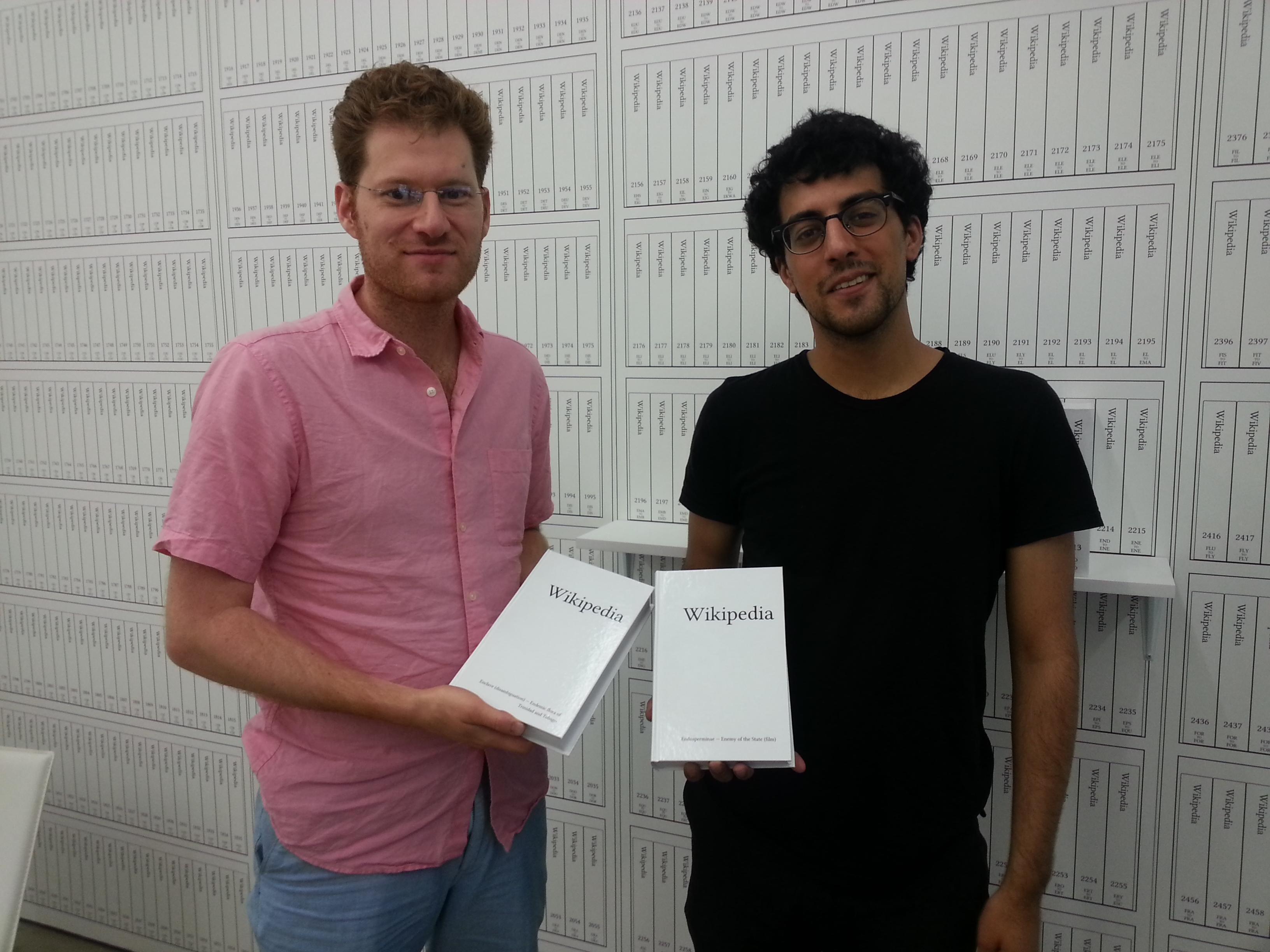
Michael Mandiberg (a sinistra) ed il suo assistente Jonathan Kiritharan, davanti l'installazione presso la mostra "From Aaaaa! to ZZZap!", il giorno prima dell'apertura alla Denny Gallery.

Lo scopo di Michael Mandiberg era rispondere alla domanda “Quanto è grande Wikipedia?”. Data la sua dimensione, Wikipedia può essere percepita come una grande raccolta di volumi ma non tale da sopraffare un osservatore, come accadrebbe invece con i dati di Facebook o della NSA.
Mandiberg aveva inizialmente pensato di realizzare il progetto nel 2009 ma incontrò difficoltà tecniche. Coinvolse quindi il suo assistente Jonathan Kiritharan per aiutarlo con la programmazione del codice per compilare, formattare e scaricare l'intera Wikipedia in Inglese. I file sono stati caricati sul service di stampa online Lulu.com per essere stampati e sono tutt’ora disponibili. Katherine Maher, il direttore esecutivo della Wikimedia Foundation, lo ha descritto come un "gesto volto alla conoscenza". Wikimedia ha collaborato con il progetto e Lulu.com ha contribuito a finanziarlo.
Il lavoro ha richiesto tre anni, la dimensione dei file era tale che il processo di caricamento ha richiesto 24 giorni, 3 ore e 18 minuti. Il progetto è stato completato il 12 luglio 2015.
Mandiberg ha dichiarato di non avere intenzione di stampare l'intera collezione, ritenendo non sia necessaria nella sua interezza per far comprendere alle persone la vera dimensione di Wikipedia. Una volta che le persone ne avessero vista una porzione (quindi i soli dorsi dei primi 1980 volumi, meno di un quarto del totale), avrebbero avuto un'idea della sua dimensione. L'esposizione presso la Denny Gallery ha effettivamente esposto solo una selezione dei volumi effettivamente stampati oltre ai circa 2000 dorsi rappresentati sul muro. L'esposizione si è concentrata in particolar modo sul caricamento degli enormi file di stampa su Lulu.com.
Secondo una stima di Mandiberg, stampare l'intera collezione di volumi richiederebbe circa 500 000 $.

## Progetti simili

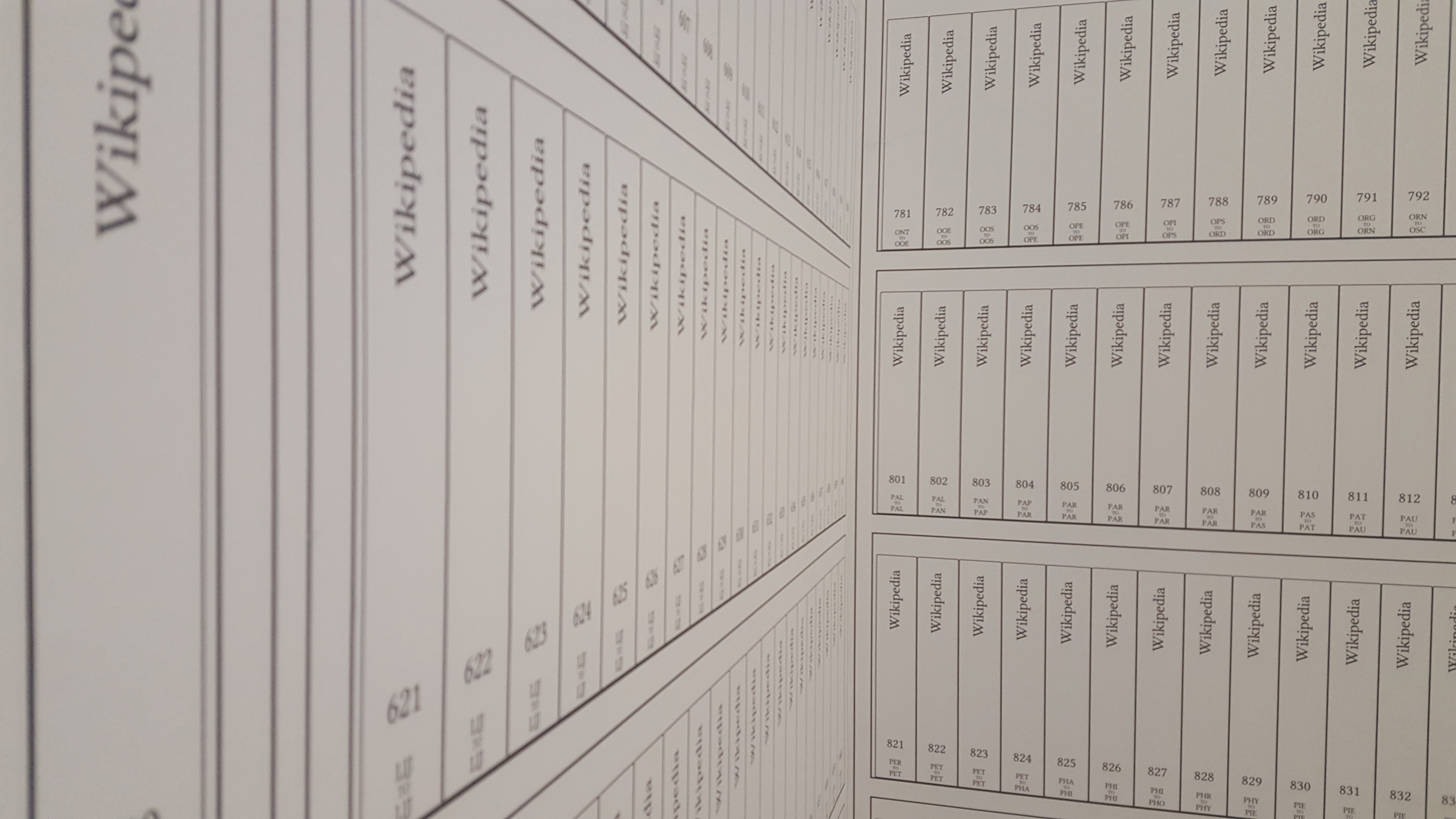
Esposizione del progetto Print Wikipedia a Ghent.

Nel 2014, PediaPress cercò di raccogliere fondi su Indiegogo per stampare una versione completa di Wikipedia in Inglese. Questa avrebbe dovuto contare 1000 volumi stampati, che avrebbero contato 1200 pagine ciascuno, per un totale di 1 200 000 pagine, ovvero circa 80 metri quadri di scaffali. Nonostante un obiettivo iniziale di 50000 $ (circa 42000 €) il progetto venne ritirato.
Progetti simili a Print Wikipedia sono stati realizzati con Wikipedia in tedesco (a Berlino, sempre nel 2015) e in olandese (a Ghent nel 2016).